# Mughiphantes sobrius
Mughiphantes sobrius är en spindelart som först beskrevs av Tord Tamerlan Teodor Thorell 1871.  Mughiphantes sobrius ingår i släktet Mughiphantes och familjen täckvävarspindlar. Inga underarter finns listade i Catalogue of Life.